# I. e. 511
Évszázadok: i. e. 7. század – i. e. 6. század – i. e. 5. század
Évtizedek: i. e. 560-as évek – i. e. 550-es évek – i. e. 540-es évek – i. e. 530-as évek – i. e. 520-as évek – i. e. 510-es évek – i. e. 500-as évek – i. e. 490-es évek – i. e. 480-as évek – i. e. 470-es évek – i. e. 460-as évek
Évek: i. e. 516 – i. e. 515 – i. e. 514 – i. e. 513 –  i. e. 512 – i. e. 511 – i. e. 510 – i. e. 509 – i. e. 508 – i. e. 507 – i. e. 506